# 5-Nitro-2-propoxyanilin
5-Nitro-2-propoxyanilin ist eine chemische Verbindung aus der Gruppe der Anilinderivate.

## Eigenschaften
5-Nitro-2-propoxyanilin ist ein gelber Feststoff, der schlecht löslich in Wasser ist.

## Verwendung
5-Nitro-2-propoxyanilin wurde als Süßstoff „Ultrasüß“ untersucht. Er besitzt die 3000- bis 4000-fache Süßkraft von Saccharose, wurde aber wegen seiner leicht lokalanästhetischen Wirkung und anderer toxischer Effekten in den USA und auch in Deutschland nicht als Süßstoff zugelassen.